# Сан-Ісідро Клуб
«Сан-Ісідро Клуб» (SIC, San-Isidro Club) - другий за титулованістю клуб та чинний чемпіон найсильнішої регбійної ліги Америки - УРБА ТОП-14.
Базується в Сан-Ісідро, Великий Буенос-Айрес. Також клуб культивує хокей на траві.

## Історія
Клуб утворений 14 грудня 1935 частиною гравців та менеджерів, яких було звільнено з іншого клубу району - КАСІ (CASI), найтитулованішого в країні. Відтак зародилося непримиренне суперництво між цими клубами. 
У 1939 команда вперше виграла титул чемпіона, та вже у 1946 вилетіла до нижчого дивізіону. Однак уже в наступному році SIC повертається до еліти й у 1948 здобуває найвищі нагороди. При цьому команда залишається непереможеною протягом усього сезону.
До наступного чемпіонства клуб ішов довгі два десятки років, та відтоді SIC є одним із найсильніших клубів країни. 
У 1980-ті SIC здобув 6 золотих нагород. У 1980-му клуб обіграв збірну Фіджі з рахунком 28:11, а 22 жовтня 1987 року відбулася історична гра проти збірної Австралії - одного з півфіналістів першого Кубка світу. У цій грі SIC виявився "не по зубам" одній з найсильніших збірних світу - 22:22.

## Відомі гравці
Одним із найвідоміших колишніх гравців клубу є славнозвісний - Ернесто Че Гевара.

## Чемпіонство
- Національ (4): 1993, 1994, 2006, 2008
- УРБА ТОП-14 (25): 1939, 1941, 1948, 1970, 1971, 1972, 1973, 1977, 1978, 1979, 1980, 1983, 1984, 1986, 1987, 1988, 1993, 1994, 1997, 1999, 2002, 2003, 2004, 2010, 2011